# Ř

Ř i versal- och gemen form.

Ř (gemenform: ř)  är den latinska bokstaven R med det diakritiska tecknet hake över. Ř finns i det tjeckiska, schlesiska och översorbiska alfabetet. 

## Tjeckiska
På tjeckiska representerar Ř ljudet [r̝]. Detta ljud finns i mycket få andra språk och brukar vara det sista ljudet som behärskas av tjeckiska barn. 
En populär tjeckisk tungvrickare som innehåller bokstaven i fråga är:  "Tři sta třicet tři stříbrných stříkaček stříkalo přes tři sta třicet tři stříbrných střech." "333 silversprutor sprutade vatten över 333 silvertak". 

## Schlesiska
På schlesiska uttalas den [ʐ] (som rs i fors fast tonande).  